# 에어아시아 그룹의 운항 노선
에어아시아 및 계열사(인도네시아 에어아시아, 타이 에어아시아, 에어아시아 필리핀, 에어아시아 X, 에어아시아 재팬)는 다음과 같은 노선을 운항하고 있다. (2020년 2월 기준)

## 운항 노선

### 아시아

#### 동아시아
- 대한민국
  - 서울 – 인천국제공항 (XJ & D7)
  - 부산 – 김해국제공항 (Z2 & D7 & AK)
  - 제주 – 제주국제공항
- 중화인민공화국
  - 베이징 - 베이징 서우두 국제공항 (D7)[1]
  - 광저우 - 광저우 바이윈 국제공항 (AK & FD)
  - 구이린 - 구이린 량장 국제공항 (AK)
  - 선전 - 선전 바오안 국제공항 (AK & FD)
  - 청두 - 청두 솽류 국제공항 (D7)
  - 충칭 - 충칭 장베이 국제공항 (FD)
  - 항저우 - 항저우 샤오산 국제공항 (D7)
- 마카오
  - 마카오 - 마카오 국제공항 (AK, FD)
- 홍콩
  - 홍콩 - 홍콩 첵랍콕 국제공항 (AK & FD)
- 일본
  - 도쿄 - 하네다 국제공항 (D7)
  - 도쿄 -  나리타 국제공항 (JW)
  - 오사카 - 간사이 국제공항 (JW & D7)
  - 삿포로 - 신치토세 공항 (JW & D7)
  - 오키나와 - 나하 공항 (D7)
  - 후쿠오카 - 후쿠오카 공항 (JW & D7)
- 중화민국
  - 타이베이 – 타이완 타오위안 국제공항 (AK, D7)

#### 동남아시아
- 라오스
  - 비엔티안 – 왓따이 국제공항 (AK)
- 말레이시아
  - 쿠알라룸푸르 – 쿠알라룸푸르 국제공항 (AK, D7, FD, QZ & PQ[2])
  - 코타키나발루 – 코타키나발루 국제공항 (AK & QZ)
  - 페낭 - 페낭 국제공항 (AK, FD & QZ)
  - 쿠칭 - 쿠칭 국제공항 (AK)
  - 랑카위 - 랑카위 국제공항 (AK)
  - 라부안 - 라부안 공항 (AK)
  - 미리 - 미리 공항 (AK)
  - 빈툴루 - 빈툴루 공항 (AK)
  - 산다칸 - 산다칸 공항 (AK)
  - 시부 - 시부 공항 (AK)
  - 알로르세타르 - 술탄 압둘할림 공항 (AK)
  - 조호바루 - 시나이 국제공항 (AK)
  - 코타바루 - 술탄 이스마일 페트라 공항 (AK)
  - 쿠알라테렝가누 - 술탄 마흐무드 공항 (AK)
  - 타와우 - 타와우 공항 (AK)
- 미얀마
  - 양곤 – 양곤 국제공항 (AK & FD)
- 베트남
  - 하노이 – 노이바이 국제공항 (AK & FD)
  - 호찌민 – 떤선녓 국제공항 (AK, FD & QZ)
  - 다낭 - 다낭 국제공항 (AK)
- 브루나이
  - 반다르스리브가완 – 브루나이 국제공항 (AK)
- 싱가포르
  - 싱가포르 - 싱가포르 창이 국제공항 (AK, FD, QZ)
- 인도네시아
  - 자카르타 – 수카르노 하타 국제공항 (AK & QZ)
  - 덴파사르/발리 – 응우라라이 공항 (AK, FD & QZ)
  - 라바 - 주안다 국제공항 (AK & QZ)
  - 마카사르 - 하산단 국제공항 (AK)
  - 메단 - 폴로나 국제공항 (AK & QZ)
  - 반다아체 - 술탄 이스칸다무다 공항 (AK)
  - 반둥 - 휴신 사스타랑가 국제공항 (AK & QZ)
  - 발릭파판 - 시핑간 국제공항 (AK)[3]
  - 세마랑 - 아마드 야니 국제공항 (AK & QZ)
  - 요그자카르타 - 아디스크푸토 국제공항 (AK & QZ)
  - 파당 - 미낭 카부 국제공항 (AK)
  - 페칸바루 - 술탄 술라프 카슘 2세 국제공항 (AK)
  - 팔렘방 - 술탄 마무드 바다루딘 2세 공항 (AK)[4]
- 태국
  - 방콕 - 돈므앙 국제공항 (AK, FD, QZ)
  - 푸켓 - 푸켓 국제공항 (AK, FD & QZ)
  - 치앙라이 - 치앙라이 국제공항 (FD)
  - 치앙마이 - 치앙마이 국제공항 (AK & FD)
  - 핫야이 - 핫야이 국제공항 (AK & FD)
  - 끄라비 - 끄라비 공항 (AK & FD)
  - 나콘파놈 - 나콘파놈 공항 (FD)
  - 나콘시탐마랏 - 나콘시탐마랏 공항 (FD)
  - 나라티왓 - 나라티왓 공항 (FD)
  - 뜨랑 - 뜨랑 공항 (FD)
  - 수랏타니 - 수랏타니 공항 (AK & FD)
  - 우돈타니 - 우돈타니 국제공항 (FD)
  - 우본랏차타니 - 우본랏차타니 공항 (FD)
- 캄보디아
  - 프놈펜 – 프놈펜 국제공항 (AK & FD)
  - 시엠립 – 앙코르 국제공항 (AK)
- 필리핀
  - 마닐라 - 니노이 아키노 국제공항
  - 세부 - 막탄 세부 국제공항
  - 클라크 - 디오스다도 마카파갈 국제공항 (AK & PQ)
  - 나가 - 나가 공항
  - 다바오 - 프란시스코 방고이 국제공항 (PQ)
  - 라오아그 - 라오아그 국제공항
  - 레가스피 - 레가스피 공항
  - 마린두케섬 - 마린두케 공항
  - 마스바테섬 - 모리스 R. 에스피노사 공항
  - 바라그 - 바라그 공항
  - 바콜로드 - 바콜로드 실라이 국제 공항
  - 부수앙가 - 프란시스코 B. 리야스 공항
  - 산호세 - 산호세 공항
  - 알칸타라 - 투구단 공항
  - 일로일로 - 일로일로 국제공항
  - 타클로반 - 다니엘 Z. 로무디즈 공항
  - 타크빌라란 - 타크빌라란 공항
  - 카가얀데오로 - 루비아 공항
  - 카타만 - 카타만 내셔널 공항
  - 칼리보 - 칼리보 국제공항 (PQ)
  - 칼바요그 - 칼바요그 공항
  - 푸에르토프린세사 - 푸에르토프린세사 국제공항 (PQ)

#### 남아시아
- 인도
  - 고치 - 코친 국제공항 (AK)
  - 벵갈루루 - 벵갈루루 국제공항 (AK)
  - 첸나이 - 첸나이 국제공항 (AK & FD)
  - 콜카타 – 네타지수바시 찬드라 보스 국제공항 (AK & FD)
  - 티루치라팔리 – 티루치라팔리 공항 (AK)
- 스리랑카
  - 콜롬보 – 반디라나이케 국제공항 (AK & FD)

#### 서남아시아
- 사우디아라비아
  - 메디나 - 프린스 모하메드 빈 압둘아지즈 국제공항 (D7)
- 오만
  - 무스카트 - 무스카트 국제공항 (XJ)
- 이란
  - 테헤란 - 테헤란 이맘 호메이니 국제공항 (D7), (XJ)

### 아프리카
- 모리셔스
  - 포트루이스 - 시우 사구르 람룰람경 국제공항 (D7)

### 오세아니아
- 오스트레일리아
  - 시드니 - 시드니 킹스포드 국제공항 (D7)
  - 골드코스트 - 골드코스트 공항 (D7)
  - 멜버른 - 멜버른 공항 (D7)
  - 퍼스 - 퍼스 공항 (D7, QZ)